# Speak and Spell
Albums de Depeche Mode
A Broken Frame
(1982)
Singles
1. Dreaming of Me
Sortie : 20 février 1981
2. New Life
Sortie : 13 juin 1981
3. Just Can't Get Enough
Sortie : 7 septembre 1981

Speak and Spell est le premier album studio du groupe anglais Depeche Mode, sorti en 1981 sous le label du producteur Daniel Miller, Mute Records. Il regroupe onze chansons : neuf chansons écrites par Vince Clarke et les deux restantes (Tora! Tora! Tora! et l'instrumental Big Muff) par Martin L. Gore.
Il contient les tubes New Life et Just Can't Get Enough, qui firent connaître le groupe à ses débuts. Cet album se caractérise par des mélodies tantôt entraînantes, tantôt expérimentales, et un son synthpop marqué par l'utilisation exclusive de synthétiseurs. Dans son livre Techno rebelle, un siècle de musiques électroniques (2002), Ariel Kyrou écrit à ce propos : « Plus de basse. Plus de guitare. Plus de batterie. Juste synthé, boîte à rythme et belle voix pop ». Ce premier album a également un ton plus enjoué qu'à l'habitude, dû notamment à la présence de Vince Clarke.
Le titre de l'album fait référence au jouet populaire du même nom, connu en France sous le nom de La Dictée magique.
La chanson Any Second Now (Voices), dont la version instrumentale figure en face B de Just Can't Get Enough, est chanté par Martin Gore, les autres chansons de l'album, à l'exception de Big Muff, étant interprétées par Dave Gahan.
Peu après la parution de cet album et la tournée qui suivit, Vince Clarke quitte Depeche Mode pour fonder successivement les groupes Yazoo, The Assembly, puis Erasure ; ce qui fait de Speak and Spell le seul album de Depeche Mode à contenir des chansons écrites par lui.
L'album atteignit la dixième place du UK Albums Chart.
Certaines versions CD comprennent en plus le titre Dreaming Of Me, premier single du groupe paru avant cet album. En 2006, une édition remastérisée de deux CD est publiée.

## Liste des morceaux
Toutes les chansons sont de Vince Clarke, sauf Tora! Tora! Tora! et Big Muff qui sont de Martin L. Gore.
| 1.  | New Life                    | 3 min 43 s |
| 2.  | I Sometimes Wish I Was Dead | 2 min 14 s |
| 3.  | Puppets                     | 3 min 55 s |
| 4.  | Boys Say Go!                | 3 min 03 s |
| 5.  | Nodisco                     | 4 min 11 s |
| 6.  | What's Your Name?           | 2 min 41 s |
| 7.  | Photographic                | 4 min 44 s |
| 8.  | Tora! Tora! Tora!           | 4 min 34 s |
| 9.  | Big Muff                    | 4 min 20 s |
| 10. | Any Second Now (Voices)     | 2 min 35 s |
| 11. | Just Can't Get Enough       | 3 min 40 s |

- Dreaming of Me remplace I Sometimes Wish I Was Dead dans l'édition allemande du disque.

| 12. | Dreaming of Me                     | 4 min 03 s |
| 13. | Ice Machine                        | 4 min 05 s |
| 14. | Shout                              | 3 min 46 s |
| 15. | Any Second Now                     | 3 min 08 s |
| 16. | Just Can't Get Enough (Schizo Mix) | 6 min 41 s |

### LP/CD pour les États-Unis
1. New Life [Remix]  – 3 min 56 s
2. Puppets  – 3 min 57 s
3. Dreaming of Me  – 3 min 42 s
4. Boys Say Go!  – 3 min 04 s
5. Nodisco  – 4 min 13 s
6. What's Your Name?  – 2 min 41 s
7. Photographic  – 4 min 58 s
8. Tora! Tora! Tora!  – 4 min 24 s
9. Big Muff  – 4 min 21 s
10. Any Second Now (Voices)  – 2 min 33 s
11. Just Can't Get Enough [Schizo Mix]  – 6 min 41 s

### Réédition de 2006
Mute : DM CD 1 (CD/SACD+ DVD) / CDX STUMM 5 (CD/SACD)
- Disque 1 SACD/CD
- Disque 2 DVD de Speak & Spell en DTS 5.1, Dolby Digital 5.1 et PCM Stereo avec des bonus.

1. New Life  – 3 min 46 s
2. I Sometimes Wish I Was Dead  – 2 min 18 s
3. Puppets  – 3 min 58 s
4. Boys Say Go!  – 3 min 07 s
5. Nodisco  – 4 min 15 s
6. What's Your Name?  – 2 min 45 s
7. Photographic  – 4 min 44 s
8. Tora! Tora! Tora!  – 4 min 37 s
9. Big Muff  – 4 min 24 s
10. Any Second Now (Voices)  – 2 min 35 s
11. Just Can't Get Enough  – 3 min 44 s
12. Dreaming of Me  – 4 min 03 s

#### Titres bonus
En DTS 5.1, Dolby Digital 5.1, PCM Stereo :
1. Ice Machine
2. Shout!
3. Any Second Now
4. Just Can't Get Enough (Schizo Mix)

#### Bonus
1. Depeche Mode 80-81 (Do We Really Have To Give Up Our Day Jobs?) (documentaire vidéo de 28 minutes)

## Singles
- Dreaming Of Me / Ice Machine (février 1981)
- New Life / Shout (juin 1981)
- Just Can't Get Enough / Any Second Now (août 1981). Cette version d'Any Second Now est instrumentale.

## Classements et  certifications
| Classement (1981-1982)            | Meilleure position |
| --------------------------------- | ------------------ |
| Allemagne (Media Control Charts)  | 49                 |
| Suède (Sverigetopplistan)         | 21                 |
| Royaume-Uni (UK Albums Chart)     | 10                 |
| États-Unis (Billboard Pop Albums) | 192                |
| Nouvelle-Zélande (RIANZ)          | 45                 |

| Pays              | Certification | Ventes certifiées |
| ----------------- | ------------- | ----------------- |
| Allemagne (BVMI)  | Or            | 250 000           |
| Royaume-Uni (BPI) | Or            | 100 000           |

## Crédits
Depeche Mode
- Dave Gahan : chant
- Martin Gore : claviers, chœurs, chant sur "Any Second Now (Voices)"
- Vince Clarke : claviers, programmation, chœurs
- Andy Fletcher : claviers, chœurs

Production
- Depeche Mode, Daniel Miller : producteurs
- John Fryer, Eric Radcliffe : ingénieurs
- Brian Griffin : photographies